# Michael Chapman
Michael Crawford Chapman (Nueva York, 21 de noviembre de 1935-Los Ángeles, 20 de septiembre de 2020) fue un director de fotografía y cineasta estadounidense. Fue conocido principalmente por su trabajo durante el periodo denominado «Nuevo Hollywood» y por sus colaboraciones con directores como Martin Scorsese, Ivan Reitman y Philip Kaufman. Recibió dos nominaciones a los premios Óscar, por su trabajo en las películas Toro salvaje (1980) y El fugitivo (1993).

## Biografía
Nació en Nueva York y fue criado en Wellesley, un pueblo ubicado en el condado de Norfolk, Massachusetts. Tras graduarse de la escuela secundaria a finales de los años 1950, estudió en la Universidad de Columbia. Su suegro, el director de fotografía franco-estadounidense Joe Brun, lo ayudó a entrar en la industria cinematográfica.
Chapman comenzó su carrera en el cine como asistente y operador de cámara. Una de sus principales influencias fue el director de fotografía Gordon Willis, con quien trabajó en películas como The Landlord (1970) de Hal Ashby, Klute (1971) de Alan J. Pakula, Bad Company (1972) de Robert Benton y El padrino (1972) de Francis Ford Coppola. Según Chapman, él le enseñó a ver el cine como una pasión más que como un trabajo. Otra de las películas en la que trabajó durante esa época fue Tiburón (1975) de Steven Spielberg.
Debutó como director de fotografía en El último deber (1973), película de Hal Ashby protagonizada por Jack Nicholson. El siguiente proyecto de Chapman fue The White Dawn (1974), su primera colaboración con el director Philip Kaufman, con quien volvería a trabajar en Invasion of the Body Snatchers (1978) y The Wanderers (1979). Martin Scorsese fue otro director con el que trabajó de manera reiterada, primero en Taxi Driver (1976), escrita por Paul Schrader, y posteriormente en el documental The Last Waltz (1978), sobre el concierto de despedida de la banda de rock The Band. Chapman también fue el director de fotografía de Toro salvaje (1980), por la que recibió su primera nominación al premio Óscar, y del video musical de la canción «Bad» de Michael Jackson, ambos dirigidos por Scorsese.
Debido a su labor en Toro salvaje, Chapman fue escogido por el director Carl Reiner para encargarse de la fotografía de Dead Men Don't Wear Plaid (1982), una comedia protagonizada por Steve Martin e inspirada en el cine negro. Los tres volvieron a trabajar juntos en The Man with Two Brains (1983). Durante la década de 1980 participó en proyectos como The Lost Boys (1987) de Joel Schumacher y Scrooged (1988) de Richard Donner. Su relación con el cine de comedia continuó desarrollándose a través de colaboraciones con el director Ivan Reitman, en las películas Ghostbusters II (1989), Kindergarten Cop (1990), Six Days, Seven Nights (1998), Evolution (2001).
Además de la trayectoria que tuvo como director de fotografía, Chapman dirigió sus propias películas. Su primer largometraje fue All the Right Moves (1983), protagonizado por Tom Cruise.
Falleció el 20 de septiembre de 2020 producto de una insuficiencia cardiaca en su casa de Los Ángeles.

## Vida personal
Estuvo casado con la guionista y directora Amy Holden Jones.

## Premios y distinciones
Premios Óscar
| Año  | Categoría                   | Película     | Resultado |
| ---- | --------------------------- | ------------ | --------- |
| 1981 | Óscar a la mejor fotografía | Toro salvaje | Nominado  |
| 1994 | Mejor fotografía            | El fugitivo  | Nominado  |